# Мария фон Мансфелд
Мария фон Мансфелд-Хинтерорт (на немски: Maria von Mansfeld-Hinterort; * сл. 3 март 1567; † между 1625/1635) е графиня от Мансфелд-Хинтерорт и чрез женитби ландграфиня на Хесен-Марбург и графиня на Мансфелд-Фордерорт.
Тя е най-малката дъщеря на граф Йохан I (Ханс) фон Мансфелд-Хинтерорт (ок. 1526 – 1567) и на втората му съпруга принцеса Маргарета фон Брауншвайг-Люнебург-Целе (1534 – 1596), дъщеря на херцог Ернст I фон Брауншвайг-Люнебург. Внучка е на граф Албрехт VII фон Мансфелд-Хинтерорт (1480 – 1560) и съпругата му графиня Анна фон Хонщайн-Клетенберг (ок. 1490 – 1559).

## Фамилия
Мария се омъжва на 4 юли 1591 г. в Марбург за 30 години по-стария ландграф Лудвиг IV фон Хесен-Марбург (1537 – 1604). Тя е втората му съпруга. Бракът е бездетен.
Тя се омъжва втори път на 44 години през 1611 г. в дворец Мерлау за 22-годишния граф Филип V фон Мансфелд-Фордерорт-Борнщет (1589 – 1657), най-малкият син на граф Бруно II фон Мансфелд-Фордерорт-Борнщет (1545 – 1615) и графиня Христина фон Барби и Мюлинген (1551 – 1605). Тя е първата му съпруга. През късното лято 1612 г. те се местят в дворец Мансфелд. Те имат децата: 
- Анна Каролина († 21 април 1712), омъжена I. за Франц фон Галас; II. за Карл Хайнрих фон Жеротин
- Георг Алберт фон Мансфелд (* 4 май 1642), граф на Мансфелд-Фордерорт, женен за Барбара Магдалена фон Мансфелд-Хинтерорт (1618 – 1696)
- Сузана Поликсена Катарина († 1693), омъжена I. за Матиас Арност Берхтолд де Ухерцик (1632 – 1678), II. за граф Юлиус Леополд фон Ходиц и Волфрамиц (1640 – 1693)
- Франциска Маргарета, омъжена за Фридрих фон Цедлиц
- Мария Клара
- Фердинанд († 1647)